# Souad Massi

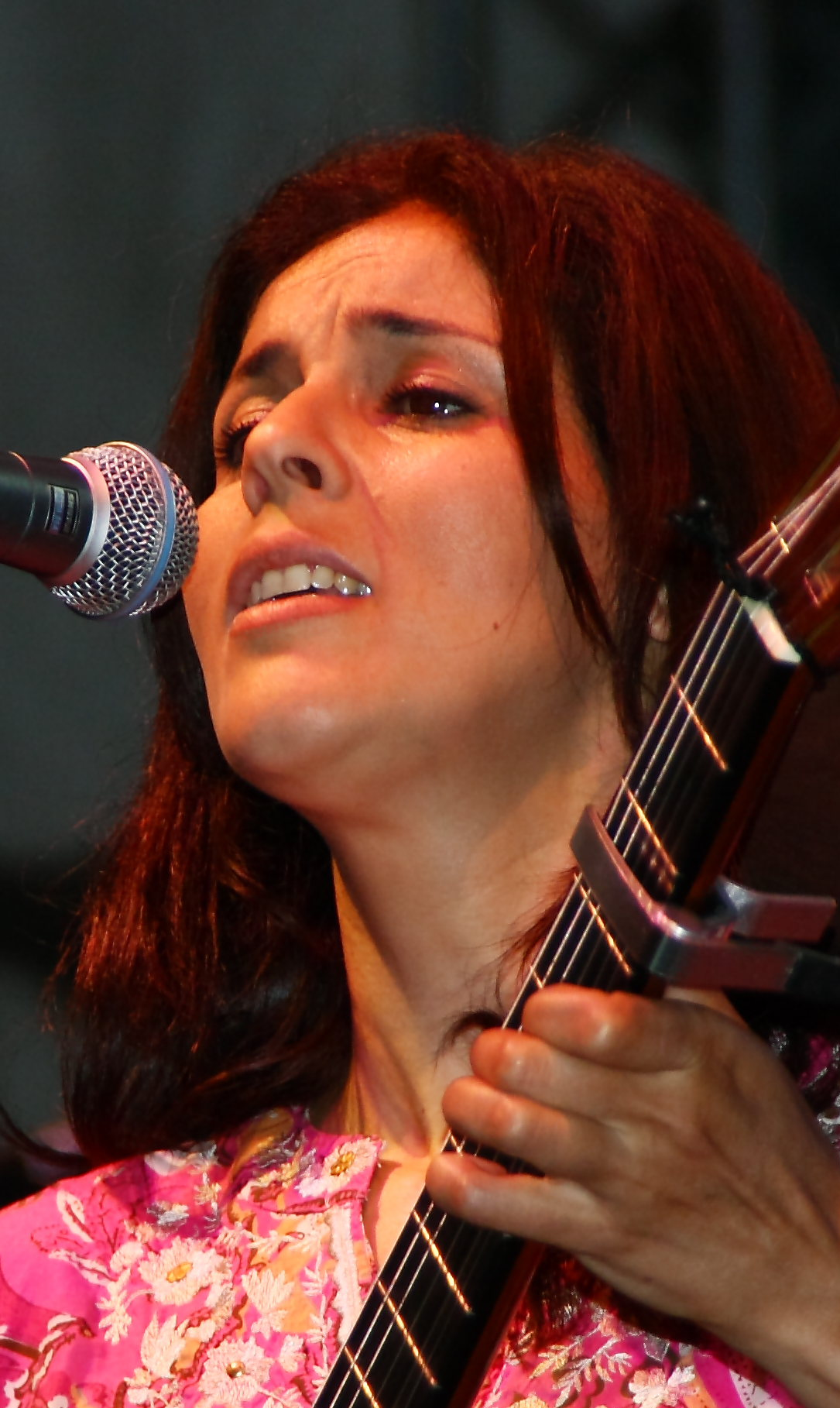

Souad Massi (Algiers, 23 augustus 1972) is een Algerijnse zangeres, songwriter en gitarist. Haar muziek is een mengeling van stijlen waaronder folk, rock en flamenco. Ze zingt in het Arabisch, Frans en  Engels. 

## Loopbaan
In Algerije was Massi zeven jaar leadzangeres van rockband Akator. De politieke songteksten van Akator werden in het fundamentalistische Algerije niet door iedereen op prijs gesteld en als opruiend gezien. Souad Massi ontving doodsbedreigingen en vluchtte naar Parijs.
In Parijs deed ze mee aan het Femmes d'Algiers concert. Dit leverde haar een platencontract op. In 2003 bracht ze haar eerste album uit, met de titel Raoui (storyteller).

## Erkenning en waardering
In 2005 werd Souad Massi genomineerd voor een BBC Radio 3 Award for World Music in de categorie Mid East & North Africa. In 2006 won ze deze award. 
In 2020 werd Souad Massi genomineerd voor een Songlines Music Award in de categorie Africa.
Haar album Sequana (2022) werd zeer positief ontvangen door de pers; The Guardian schreef dat ze in uitstekende vorm was en Songlines Magazine schreef dat ze zichzelf had overtroffen. In 2023 werd Massi genomineerd voor een Songlines Music Award in de categorie Fusion.

## Persoonlijk leven
Souad Massi woont in Parijs met haar dochters Inji en Amira.

## Discografie
- 2022: Sequana
- 2019: Oumniya
- 2015: El Mutakallimun
- 2010: Ô Houria (Liberty)
- 2007: Live Acoustique
- 2005: Mesk Elil (Honeysuckle)
- 2004: Deb (Heartbroken)
- 2003: Raoui (Storyteller)